# Supercoppa italiana 2005 (pallamano maschile)
La Supercoppa italiana 2005 è stata la 1ª edizione del torneo di pallamano riservato alle squadre vincitrici, l'anno precedente, la Serie A1 e la Coppa Italia.
Esso è stato organizzato dalla FIGH, la federazione italiana di pallamano.
Il torneo è stato vinto dal Merano per la 1ª volta nella sua storia.

## Squadre qualificate
- Campione d'Italia in carica:  Meran
- Detentore della Coppa Italia:  Secchia

## Finale
| Campione d'Italia | Detentore Coppa Italia | Risultato                 |
| ----------------- | ---------------------- | ------------------------- |
| Meran             | Secchia                | Merano, 20 settembre 2005 |
| Meran             | Secchia                | 31 - 28                   |

## Campioni
| Vincitore della Supercoppa italiana 2005-2006 |
| --------------------------------------------- |
| SC Meran Handball 1º titolo                   |